# Sonning-Preis
Der Sonning-Preis ist die wichtigste dänische Auszeichnung für kulturelle Leistungen. Er wurde vom Autor und Herausgeber C. J. Sonning (1879–1937) gestiftet. Alle zwei Jahre wird er jeweils am 19. April, dem Geburtstag des Namensgebers, von der Universität Kopenhagen für ein bedeutendes Werk, das die europäische Kultur bereichert, verliehen. Europäische Universitäten können beim Preiskomitee unter Vorsitz des Rektors der Universität Kopenhagen Vorschläge einreichen. Das Preisgeld beträgt eine Million Dänische Kronen.

## Preisträger
- 1950: Winston Churchill, Schriftsteller und Staatsmann, Großbritannien (Sonderpreis)
- 1959: Albert Schweitzer, Theologe, Deutschland
- 1960: Bertrand Russell, Schriftsteller, Großbritannien
- 1961: Niels Bohr, Physiker, Dänemark
- 1962: Alvar Aalto, Architekt, Finnland
- 1963: Karl Barth, Theologe, Schweiz
- 1964: Dominique Pire, Theologe, Belgien
- 1965: Richard Nikolaus Coudenhove-Kalergi, Schriftsteller und Staatsmann, Österreich
- 1966: Laurence Olivier, Schauspieler, Großbritannien
- 1967: Willem Adolf Visser ’t Hooft, Theologe, Niederlande
- 1968: Arthur Koestler, Schriftsteller, Ungarn
- 1969: Halldór Laxness, Schriftsteller, Island
- 1970: Max Tau, Schriftsteller, Deutschland
- 1971: Danilo Dolci, Sozialarbeiter, Italien
- 1973: Karl Popper, Philosoph, Österreich
- 1975: Hannah Arendt, politische Theoretikerin, Deutschland
- 1977: Arne Næss, Schriftsteller, Norwegen
- 1979: Hermann Gmeiner, Gründer der SOS-Kinderdörfer, Österreich
- 1981: Dario Fo, Dramatiker, Italien
- 1983: Simone de Beauvoir, Schriftstellerin, Frankreich
- 1985: William Heinesen, Schriftsteller, Färöer
- 1987: Jürgen Habermas, Philosoph, Deutschland
- 1989: Ingmar Bergman, Regisseur, Schweden
- 1991: Václav Havel, Schriftsteller und Staatsmann, Tschechien
- 1994: Krzysztof Kieślowski, Filmregisseur, Polen
- 1996: Günter Grass, Schriftsteller, Deutschland
- 1998: Jørn Utzon, Architekt, Dänemark
- 2000: Eugenio Barba, Theaterkoryphäe und Gründer des Odin Teatret, Dänemark
- 2002: Mary Robinson, UN-Hochkommissarin für Menschenrechte, Irland
- 2004: Mona Hatoum, bildende Künstlerin, Großbritannien
- 2006: Ágnes Heller, Philosophin, Ungarn
- 2008: Renzo Piano, Architekt, Italien
- 2010: Hans Magnus Enzensberger, Schriftsteller, Deutschland
- 2012: Orhan Pamuk, Schriftsteller, Türkei
- 2014: Michael Haneke, Regisseur, Österreich
- 2018: Lars von Trier, Regisseur und Drehbuchautor, Dänemark
- 2021: Swetlana Alexijewitsch, Schriftstellerin, Belarus
- 2023: Marina Abramović, Performance-Künstlerin, Serbien